# Basler BT-67
Basler BT-67 je užitkový letoun z produkce společnosti Basler Turbo Conversions z Oshkosh ve Wisconsinu. Jedná se o repasovaný a modifikovaný Douglas DC-3, přičemž modifikace cílí především na podstatné prodloužení doby jeho životnosti. Úpravy zahrnují instalaci turbovrtulových motorů Pratt & Whitney Canada PT6A-67R, prodloužení trupu, zesílení konstrukce draku, modernizaci avioniky, a modifikace náběžných hran a konce křídla.
Vzhledem k poněkud vyšší spotřebě turbovrtulových motorů instalovaných na BT-67, oproti původním pístovým Pratt & Whitney R-1830 u standardní DC-3, je při stejném objemu palivových nádrží dolet (s rezervou 45 minut) snížen z původních 1 160 na 960 námořních mil (z 2 150 na 1 760 km).
Společnost Basler nicméně nabízí možnost instalace palivové nádrže pro dálkové lety, s níž může stroj dosáhnout doletu až 2 140 námořních mil (3 960 km).

## Letadlo palebné podpory
Basler BT-67 existuje i ve verzi pro palebnou podporu, užívané Kolumbijským a Salvadorským letectvem.[zdroj⁠?!] Kolumbijská varianta disponuje senzorem FLIR (Forward-looking infrared, vpřed zaměřený infračervený senzor) schopným sledování terénu i při nočních misích.
V prosinci 2016 společnost Basler Turbo Conversions nabídla Filipínám BT-67 vybavený senzorem FLIR a kokpitem kompatibilním s použitím noktovizoru.

## Uživatelé

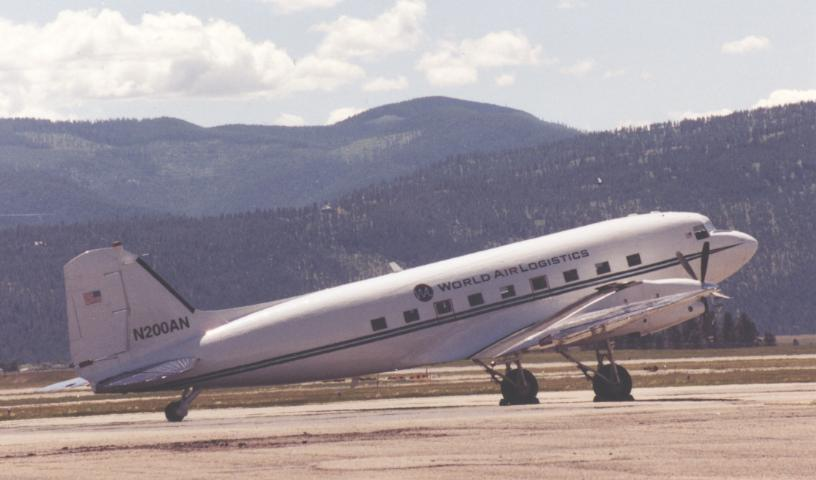
První přestavěný kus, imatrikulace N200AN, náležející společnosti World Air Logistics na letišti Missoula v Montaně, 2000.

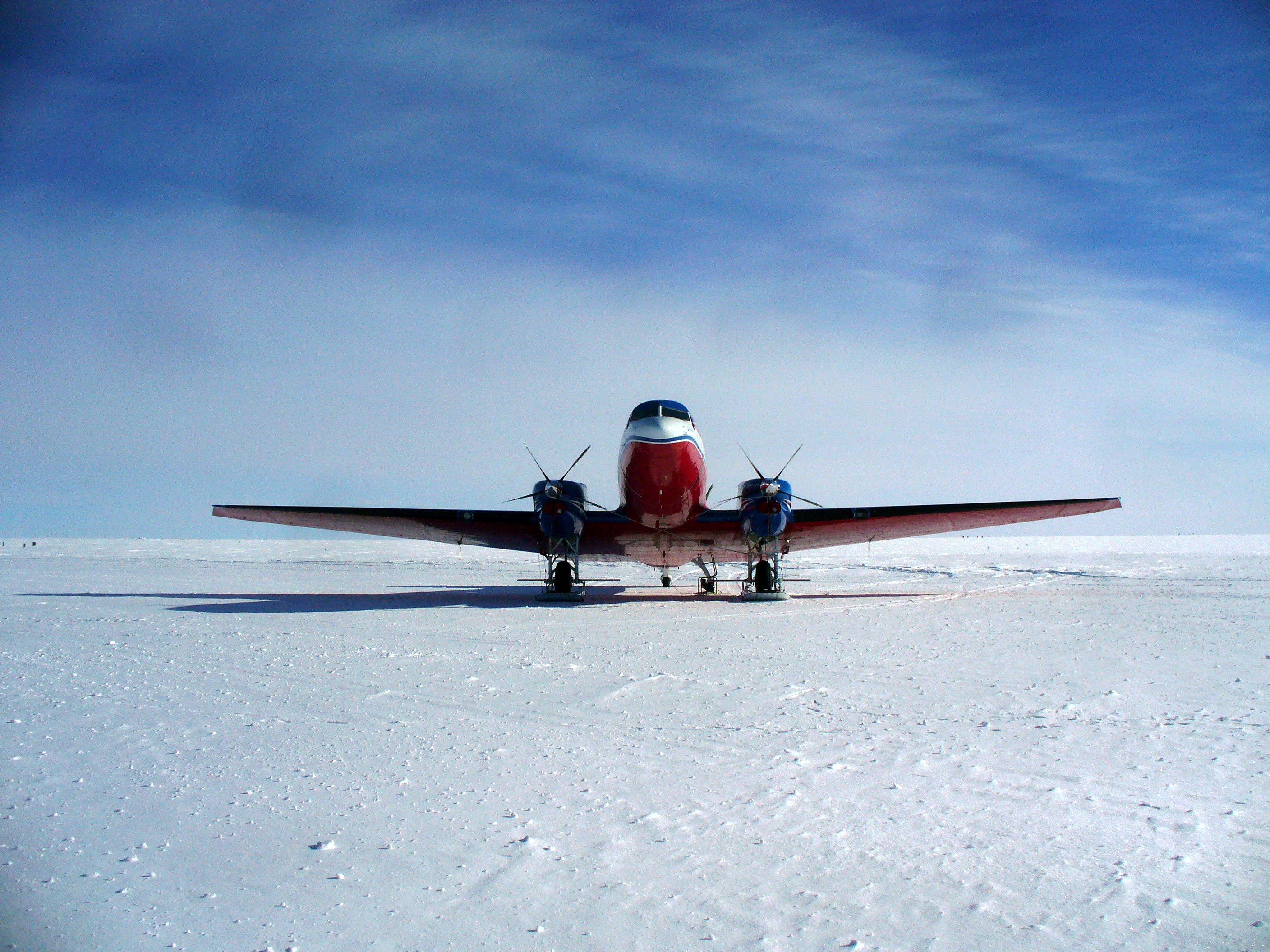
BT-67 Antarctic Logistics Centre International na letišti Polární stanice Amundsen-Scott.

### Civilní
- Aerocontractors, USA
- Antarctic Logistics Centre International (ALCI), Jihoafrická republika
- Antarctic Logistics & Expeditions LLC (ALE), USA
- Institut Alfreda Wegenera, Německo
- Bell Geospace Aviation, Inc, USA
- North Star Air, Kanada
- Kenn Borek Air, Kanada
- Polární výzkumný ústav Čínské lidové republiky, ČLR[7]
- Spectrem Air Surveys, JAR
- United States Forest Service, USA
- World Air Logistics, Thajsko

### Vojenští a paramilitární
- Bolívie
  - Bolivijské letectvo[zdroj⁠?!]
- Guatemala
  - Guatemalské letectvo[8]:s.38–39
- Kolumbie
  - Kolumbijské letectvo[8]:s.35
  - Kolumbijská národní policie[9]
- Malawi
  - Malawiské letectvo[zdroj⁠?!]
- Mali
  - Malijské letectvo
- Mauritánie
  - Mauritánské letectvo[8]:s.43
- Salvador
  - Salvadorské letectvo[8]:s.37
- Spojené státy americké
  - Letectvo Spojených států amerických[10]
- Thajsko
  - Thajské královské letectvo[8]:s.50

## Specifikace
Údaje podle Flight International, 1991 a Jane's Civil and Military Aircraft Upgrades 1994–95

### Hlavní technické údaje
- Osádka: 2 (pilot a kopilot)
- Kapacita: 38 cestujících nebo 4,7 t nákladu
- Délka: 20,65 m (67 stop a 9 palce)
- Rozpětí: 28,95 m (95 stop)
- Výška: 5,15 m (16 stop a 11 palců)
- Nosná plocha:
- Prázdná hmotnost: 7 121 kg (15 700 liber)
- Maximální vzletová hmotnost: 13 041 kg (28 750 lb)
- Pohonná jednotka: 2 × turbovrtulový motor Pratt & Whitney Canada PT6A-67R
- Výkon pohonné jednotky: 1 281 shp (995 kW)
- Vrtule: pětilisté plynule stavitelné vrtule Hartzell HC-B5MA-3 o průměru 2,92 m (9 stop a 7 palců)

### Výkony
- Maximální rychlost: 528 km/h (285 uzlů)
- Cestovní rychlost: 389 km/h (210 uzlů)
- Dolet: 3 963 km (2 140 námořních mil) se 45 minutovou rezervou
- Dostup: 7 600 m (25 000 stop)